# Спілка краєзнавців Росії
Спілка краєзнавців Росії (рос. Союз краеведов России) — загальноросійська громадська організація, метою якої є сприяння розвитку краєзнавства в РФ, його популяризації, вдосконалення організаційних форм і методів здійснення краєзнавчої діяльності, активізація діяльності краєзнавчої громадськості у сфері виявлення, вивчення та збереження культурної та природної спадщини Росії.

## Історія
СКР утворено 17 квітня 1990 на установчому з'їзді в Челябінську, де було прийнято Статут, обрано голову — д.і.н., проф. Сігурда Оттовича Шмідта та керівні органи. Засновником СКР виступив Радянський (з 1993 — Російський) Фонд культури.
СКР спочатку було надано окреме приміщення, штатні одиниці, засоби зв'язку. 14 березня 1991 року СКР зареєстрований Мін'юстом РФ. У 1992 р. було видано перший випуск «Вісника Союзу краєзнавців», де були опубліковані цільові програми СКР: «Теорія та історія краєзнавства», «Шкільне краєзнавство», «Природна спадщина», «Громадські музеї», «Зниклі пам'ятки Росії» та ін. У СКР з'явилися членські квитки, емблема.
У 1990—1994 pp. керівництво СКР виконувало свої функції у повному обсязі. У 1994 році СКР позбавили приміщення, а також закрили розрахунковий рахунок.
Нині СКР діє як загальноросійська громадська організація без юридичної особи, організовує і проводить загальноросійські та регіональні науково-практичні конференції.
До 2014 року СКР співпрацювала з Національною спілкою краєзнавців України.
В даний час Спілка краєзнавців Росії має регіональні відділення, повноважних представників та членів-кореспондентів у 15 регіонах Росії, об'єднує представників краєзнавчого руху Центральної Росії, Російської Півночі, Північного Заходу, Півдня Росії, Надволжя, Уралу, ряду регіонів Сибіру.

## Голови і почесні голови
- 1990—2007 — Шмідт Сігурд Оттович (з листопада 2007 до 2013 — почесний голова)
- 2007—2018 — Козлов Володимир Фотійович (з 22 червня 2018 — почесний голова)
- 2018—2021 — Анна Пилипівна Грушина
- З 21 березня 2021 — Петро Петрович Вібе[2]